# Alpiscorpius liburnicus
Espèce
Alpiscorpius liburnicus est une espèce de scorpions de la famille des Euscorpiidae.

## Distribution
Cette espèce est endémique de Croatie. Elle se rencontre à Rudine dans la grotte Biserujka et à Seline dans la grotte Markova špilja.

## Description
Le mâle holotype mesure 33 mm et les femelles de 31,4 à 34,4 mm.

## Systématique et taxinomie
Cette espèce a été décrite par Tvrtković et Rebrina en 2022.

## Étymologie
Cette espèce est nommée en l'honneur des Liburniens.

## Publication originale
- Podnar, Tvrtković, Vukovi, Rebrina, Grbac & Hörweg, 2022 : « Alpiscorpius liburnicus sp. n. with a note on the “Alpiscorpius croaticus group”(Scorpiones: Euscorpiidae) in Croatia. » Natura Croatica: Periodicum Musei Historiae Naturalis Croatici, vol. 31, no 2, p. 265-282 (texte intégral).